# Tricalysia oligoneura
Espèce
Synonymes
- Tricalysia aurantiodora De Wild.[1]
- Tricalysia dundusanensis De Wild.[1]
- Tricalysia mortehanii De Wild.[1]
- Tricalysia pangaensis De Wild.[1]

Tricalysia oligoneura K.Schum. est une espèce de plantes tropicales de la famille des Rubiacées et du genre Tricalysia, présente au Nigeria, au Cameroun, en République centrafricaine et en République démocratique du Congo.